# Gori
|  | Per a altres significats, vegeu «Gori (desambiguació)». |

Gori (en georgià: გორი) és una ciutat de Geòrgia, capital de la província de Shida Kartli. Segons les dades del cens disponibles el 2002, la seva població és de 49.500 habitants.
La ciutat va ser fundada per un dels reis més importants de Geòrgia, David el Constructor (1089-1125). Gori és situada en la confluència dels rius Liakhvi i Koura. La vella ciutat va ser en gran part destruïda en un terratrèmol el 1920.
Gori és el lloc de naixement de Ióssif Stalin (1878). Té un museu dedicat a la seva vida (amb alguns dels seus objectes personals) i posseeix la seva última estàtua no-desfeta. La ciutat és dominada per la fortalesa de Gori.
Durant la guerra a Ossètia del Sud, el 9 d'agost de 2008 una de les bombes llançades per un avió rus va caure sobre un edifici d'apartaments provocant dos morts i diversos ferits.

## Fills il·lustres
- Vano Ilitx Muradov, compositor i director d'orquestra.
- Iosif Stalin, revolucionari i secretari general del partit comunista de La Unió soviètica.